# Spirobranchus incompleta
Spirobranchus incompleta är en ringmaskart som först beskrevs av Jean Louis Armand de Quatrefages de Bréau 1866.  Spirobranchus incompleta ingår i släktet Spirobranchus och familjen Serpulidae. Inga underarter finns listade i Catalogue of Life.